# Lac Juillet (Saguenay–Lac-Saint-Jean)
Pour les articles homonymes, voir Lac Juillet.
Le lac Juillet est un lac du bassin hydrographique de la rivière Trenche et de la rivière Saint-Maurice. Ce lac est situé dans le territoire non organisé de Lac-Ashuapmushuan dans la MRC de Domaine-du-Roy (Saguenay–Lac-Saint-Jean, dans la Province de Québec, au Canada).
Ce tributaire de la rivière Trenche est accessible par quelques routes forestières pour les besoins de la foresterie et des activités récréotouristiques,,.
La foresterie constitue la principale activité économique du secteur ; les activités récrotouristiques, en second.
La surface du lac Juillet est habituellement gelée de la fin novembre au début avril, toutefois la circulation sécuritaire sur la glace se fait généralement de la mi-décembre à la fin mars.

## Géographie
Les bassins versants voisins du lac Juillet sont :
- côté nord : ruisseau Corvair, lac Bolduc, rivière Vermillon ;
- côté est : rivière de la Tête à l'Ours, lac Françoise, lac Martel ;
- côté sud : rivière Trenche, rivière Saint-Maurice, lac Élaine ;
- côté ouest : rivière Trenche, lac Molard, lac Rita.

L'embouchure du lac Juillet est situé sur la rive sud de la partie sud du lac, soit à :
- 2,1 km au nord du lac Élaine qui est traversé vers le sud-est par la rivière Trenche ;
- 2,2 km au nord de la confluence du ruisseau Corvair et de la rivière Trenche ;
- 8,7 km au sud-ouest du cours de la rivière de la Tête à l'Ours ;
- 80,2 km au sud-ouest du centre-ville de Roberval ;
- 95,8 km au nord-ouest de la confluence de la rivière Trenche et du réservoir Blanc qui est traversé par la rivière Saint-Maurice ;
- 134,5 km au nord-ouest du centre-ville de La Tuque ;
- 255 km de la confluence de la rivière Saint-Maurice (à Trois-Rivières) et du fleuve Saint-Laurent[2].

À partir de l’embouchure du lac Juillet, le courant suit le cours du ruisseau Corvair sur 3,1 km vers le sud notamment en traversant le lac Mars et Avril, le cours de la rivière Trenche sur km généralement vers le sud-est, le cours de la rivière Saint-Maurice sur km généralement vers le sud-est jusqu'à la hauteur de Trois-Rivières où il conflue avec le fleuve Saint-Laurent.

## Toponymie
Dans le bassin versant Nord de la rivière Trenche, d'autres hydronymes évoquent des mois de l'année : lac Mars, lac avril, lac Mai et lac Juin.
Le toponyme « lac Juillet » a été officialisé le 18 juin 1971 à la Commission de toponymie du Québec.

## Annexe